# Trewhiddle
Trewhiddle est un hameau des Cornouailles, en Angleterre. Il est situé dans le sud du comté, à quelques kilomètres au sud de la ville de St Austell. Administrativement, il relève de la paroisse civile de Pentewan Valley.

## Histoire
En 1774, un trésor enfoui au IXe siècle est découvert à Trewhiddle. Il comprend 114 pièces de monnaie, un calice en argent et d'autres objets précieux en argent et en or, dont la majorité est conservée au British Museum. Plusieurs de ces objets sont décorés de motifs à base d'animaux et de plantes entrelacés auxquels les historiens de l'art anglo-saxon ont donné le nom de style de Trewhiddle (en).